# Trichogenes longipinnis
Trichogenes longipinnis is een straalvinnige vissensoort uit de familie van de parasitaire meervallen (Trichomycteridae). De wetenschappelijke naam van de soort is voor het eerst geldig gepubliceerd in 1983 door Britski & Ortega.